# Fútbol Club Insutec
El Fútbol Club Insutec o más conocido como Insutec, es un equipo de fútbol profesional de la ciudad de Quevedo, provincia de Los Ríos, Ecuador. Fue fundado el 16 de octubre de 2016. Actualmente juega en la Segunda Categoría del fútbol ecuatoriano.
Está afiliado a la Asociación de Fútbol Profesional de Los Ríos.

## Historia
La idea del equipo profesional nace en 2014, en un intercolegial organizado por la Policía Nacional. El cuadro riosense superó con facilidad a todos sus rivales, logrando el campeonato al vencer por 3-1 al colegio Eloy Alfaro, en la final. Para el año 2015, el cuadro aparece por primera vez en el torneo de Segunda Categoría para lo cual se junta con el Club Social, Cultural y Deportivo Jóvenes Deportistas que se fundó el 12 de octubre de 1997 con dicho nombre en la misma ciudad de Quevedo, su nombre se debió a que uno de los objetivos del club era fomentar el deporte entre los jóvenes de la ciudad, principalmente el fútbol como deporte principal, en años posteriores el club cambió su sede al cantón Quinsaloma para disputar algunos campeonatos provinciales de Segunda Categoría, pero con una participación discreta. Tras varios años de no obtener buenos resultados en los Torneos provinciales, en el año 2015 la academia de fútbol Insutec compra los derechos deportivos del equipo Jóvenes Deportistas con el fin de juntar las dos instituciones y así seguir formando jugadores profesionales, con la ayuda del Colegio Insutec quien prestó las instalaciones para los entrenamientos.
Así en el año 2016 se termina de consolidar el paso del club a Fútbol Club Insutec más exactamente el 17 de octubre de 2016, también se formaron escuelas deportivas como parte de la Unidad Educativa Insutec a cargo del profesor Miguel Coime, con quien se obtuvieron importantes logros a nivel provincial en los torneos intercolegiales y con el apoyo de catedráticos de la Unidad Educativa el equipo decide comenzar su historia en el profesionalismo, la situación se repetiría en la mencionada temporada, donde no pasó de la primera etapa del torneo provincial. Durante ese año se inician los trámites para el cambio de nombre por el actual.
Su directiva está conformada por su Presidente, el Dr. Danilo Viteri Intriago, vicepresidente, la Dra. Lyzbeth Álvarez Gómez, presidente de la comisión de fútbol, el Ing. Xavier Viteri Villa, y el gerente, el Lic. Carlos Arias Amaya. Su sede y complejo se encuentran ubicados en el kilómetro 5 de la vía Quevedo – Valencia. El club INSUTEC es la culminación del proyecto APOLO puesto en práctica por el Colegio INSUTEC de la ciudad de Quevedo, que además de fútbol abarca las disciplinas de baloncesto, vóleibol, natación y tenis. El equipo de fútbol hace de local en el estadio 7 de Octubre, y cuenta con un complejo deportivo que presta todos los servicios y comodidades para el trabajo diario del club.

### Inicios
El 17 de octubre del año 2016, se funda el club formativo especializado FC Insutec con sede en la ciudad de Quevedo, provincia de Los Ríos. El éxito deportivo fue inmediato; subcampeón en el año 2017 y campeón en el año 2018 del torneo del fútbol profesional de la Segunda Categoría de Los Ríos.
En la temporada 2017 el FC Insutec debuta en el fútbol provincial de Los Ríos donde logra de manera histórica para el club el subcampeonato provincial lo que le permitió clasificar a los zonales de la Segunda Categoría 2017 donde estuvo en la Zona 3, ahí siguió su buen desempeño y terminó primero de su grupo y avanzó a los Cuadrangulares semifinales, el club logró consolidarse en el torneo de ascenso. Empezó siendo la revelación del campeonato, dejando atrás a Montry, Patria de Buena Fe y no perdiendo ante Deportivo Quevedo. En el hexagonal provincial clasificó junto a Deportivo Quevedo al zonal de ascenso, dejando en el camino a El Guayacán y a Venecia de Babahoyo, que también figuraban entre los clasificados. Insutec logró hacer un gran torneo en el zonal de ascenso, clasificándose al cuadrangular semifinal tras quedar puntero del Zonal 3, con 6 victorias, 2 empates y 2 derrotas. Finalmente, el equipo no logró avanzar al cuadrangular final luego de ceder varios puntos como local y visitante. En la temporada 2019 vuelve a participar en el torneo provincial de Segunda Categoría, para lo cual sostuvo partidos amistosos contra equipos importantes del país como el Macará de Ambato.
El campeonato provincial obtenido en 2018, le otorgó el cupo para la Copa Ecuador 2018-19. Insutec comenzó su camino en este torneo ante el Everest de Guayaquil, llave válida por la primera fase. En la ida, jugada en el estadio Alejandro Ponce Noboa de la ciudad de Guayaquil, el conjunto riosense ganó 0-3; el partido de vuelta en casa lo ganó el equipo de Los Ríos con el marcador de 3-2, logrando un marcador global de 6-2. La segunda fase enfrentó al equipo de Insutec contra Atlético Portoviejo. En el partido de ida, disputado en el Estadio 7 de Octubre, Insutec ganó 4-3, en la vuelta el cuadro de Los Ríos logró vencer por 0-2, avanzando a la segunda fase con un global de 6-3. El 2 de abril de 2019 se realizó el sorteo de los 16avos de final, siendo emparejado con el Delfín SC de la ciudad de Manta.

## Estadio
El estadio 'Arena la Victoria' fue inaugurado el 29 de agosto del 2020, en el marco de la tercera fecha del campeonato provincial de segunda categoría de Los Ríos; disputándose el partido entre FC Inustec vs CS Venecia.
El encuentro terminó con victoria 1 a 0 a favor del cuadro local; con gol de Guver Jama y significó romper la racha de 2 años que tenía el cuadro babahoyense como visitante, quienes en esa temporada defendían el título de campeones de la provincia.

## Jugadores

### Plantilla 2022
- Última actualización: 25 de abril de 2022 [21][22][23]

## Datos del club
- Temporadas en Segunda Categoría: 8 (2016-presente)
- Mayor goleada conseguida: 
  - En campeonatos nacionales: 5 a 0 a San Camilo.
- Mayor goleada encajada: 
  - En campeonatos nacionales: 0 a 5 ante Brasilia de Quinindé.
- Máximo goleador:
- Mejor puesto en la liga: Primer lugar
- Peor puesto en la liga: Cuarto lugar
- Primer partido en campeonatos nacionales:

## Palmarés

### Torneos provinciales
| Competición                         | Títulos          | Subcampeonatos    |
| ----------------------------------- | ---------------- | ----------------- |
| Segunda Categoría de Los Ríos (3/3) | 2018, 2021, 2025 | 2017, 2020, 2022. |